# Yin Jian
Yin Jian (Xichong, 25 december 1978) is een Chinees zeiler.
Yin won op de wereldkampioenschappen geen medailles, op de Olympische Zomerspelen won zij twee medailles: de zilveren medaille in 2004 en in 2008 de gouden medaille in eigen land.

## Resultaten

### Olympische Zomerspelen
| Jaar | Plaats | Resultaten |
| ---- | ------ | ---------- |
| 2004 | Athene | Mistral    |
| 2008 | Peking | RS:X       |

1992: Barbara Kendall ·
1996: Lee Lai Shan ·
2000: Alessandra Sensini ·
2004: Faustine Merret ·
2008: Yin Jian ·
2012: Marina Alabau ·
2016: Charline Picon ·
2020: Lu Yunxiu ·
2024: Marta Maggetti